# Sōtīrīs Kyrgiakos
Sōtīrīs Kyrgiakos (in greco: Σωτήρης Κυργιάκος; Trikala, 23 luglio 1979) è un ex calciatore greco, di ruolo difensore.

## Carriera

### Club

#### Panathinaikos
Ha mosso i primi passi nella piccola squadra del Thyella Megalochoriou. All'inizio della stagione 1996-97 entrò a far parte delle giovanili del Panathinaikos.

#### Agios Nikolaos
All'inizio del 1999-2000 si trasferì all'A.O. Agios Nikolaos, guadagnandosi il rispetto del presidente Lampros Maris. Rimase all'Agios Nikolaos per due stagioni e nel 2001 partecipò al ritiro precampionato dell'OFI Creta.

#### Il ritorno al Panathinaikos
Un infortunio del difensore centrale titolare del Panathinaikos, poco prima della partita con lo Slavia Praga per la Champions League gli diede l'opportunità di entrare nel giro della prima squadra del Panathinaikos. Kyrgiakos eccelle nel gioco aereo, grazie ad una corporatura imponente (1.93 m per 88 kg di peso). Gioca con giocatori importanti come il cipriota Michalīs Kōnstantinou, il portoghese Paulo Sousa, il leggendario portiere greco Antōnīs Nikopolidīs e l'ex interesta Giōrgos Karagkounīs. In una partita contro l'Olympiacos provocò l'attaccante avversario Giovanni tirandogli un pugno e il brasiliano reagì scalciandolo, facendosi così espellere, mentre Kyrgiakos non venne sanzionato poiché l'arbitro non aveva visto la sua scorrettezza. Quell'anno il Panathinaikos vinse il titolo e la Coppa di Grecia proprio ai danni dei rivali dell'Olympiakos.

#### Rangers
Si unì in prestito ai Glasgow Rangers nella stagione 2004-05 con opzione d'acquisto per l'anno successivo. Con i Rangers vinse il secondo titolo consecutivo ai danni del Celtic e la Scottish League Cup, segnando una doppietta nel 5-1 nella finale contro il Motherwell.

#### Eintracht Francoforte
Nell'estate 2006 passa all'Eintracht Francoforte, dove trova anche il connazionale Ioannis Amanatidis. Qui milita per due stagioni nelle Bundesliga dove totalizza 51 presenze segnando 8 reti importanti e molte squadre si interessando a lui, fra cui i greci dell'Olympiakos e la sua ex squadra Panathīnaïkos.

#### AEK Atene
Nell'estate 2008 ha lasciato l'Eintracht per firmare con l'AEK Atene, dove ritrova come presidente il suo ex compagno di nazionale Demis Nikolaidis e come centrocampista Aggelos Mpasinas anche lui ex-compagno al Panathīnaïkos e di nazionale appena arrivato dal Maiorca. Con l'AEK Atene, Sotirios Kyrgiakos diventa il capitano e raggiunge la finale di Coppa di Grecia contro l'Olympiakos del suo ex compagno di nazionale Antōnīs Nikopolidīs. Nell'estate 2009 c'è un forte interessamento del Liverpool, ma il giocatore aveva dichiarato di trasferirsi solo in caso di consenso dell'AEK. Il club greco non si oppose a questo trasferimento considerando i buoni rapporti con il giocatore.

#### Liverpool
Nell'agosto 2009 passa quindi al Liverpool per una cifra di circa 2 milioni di sterline, diventatndo il primo giocatore greco a militare nei reds. Kyrgiakos debutta il 29 agosto dove il Liverpool vince per 3-2 contro il Bolton del connazionale Stelios Giannakopoulos e nella sua nuova squadra trova giocatori come Steven Gerrard, lo spagnolo Fernando Torres e l'italiano Alberto Aquilani. Il 16 gennaio 2010, contro lo Stoke City, segna il suo primo gol con la maglia degli inglesi. In questo mese, viene anche eletto giocatore del mese della sua squadra e con il Liverpool qualche mese dopo raggiunge la semifinale di UEFA Europa League, contro l'Atletico Madrid. Il 4 ottobre 2010 segna il suo secondo gol in Premier League.

#### Wolfsburg
Nell'agosto 2011 invece, il Liverpool comunica sul suo sito di aver raggiunto l'accordo per la cessione del giocatore al Wolfsburg con un contratto di due anni.

#### Sunderland
Il 31 gennaio 2012, dopo appena sei mesi dal suo approdo al Wolfsburg, viene ceduto in prestito al Sunderland.

#### Wolfsburg
Nell'estate 2012 ritorna dal prestito al Wolfsburg.

### Nazionale
Ha esordito con la nazionale greca nel febbraio 2002. Diventa una pedina fissa del centrocampo greco ma un infortunio, prima dell'Europeo 2004, non gli permette di gioire con i suoi compagni per il titolo conquistato in Portogallo. Contribuisce alla qualificazione della nazionale greca agli Europei 2008 dove ha segnato una doppietta ad Oslo contro la Norvegia, nel corso delle qualificazioni. Ha contribuito anche alla qualificazione della nazionale al Mondiale 2010, magnificamente disegnata da Otto Rehhagel. Nell'estate 2010 Kyrgiakos decide di ritirarsi dalla nazionale greca.

## Statistiche

### Presenze e reti nei club
Statistiche aggiornate al 30 giugno 2011.
| Stagione              | Squadra               | Campionato            | Campionato | Campionato | Coppe nazionali | Coppe nazionali | Coppe nazionali | Coppe continentali | Coppe continentali | Coppe continentali | Altre coppe | Altre coppe | Altre coppe | Totale | Totale |
| Stagione              | Squadra               | Comp                  | Pres       | Reti       | Comp            | Pres            | Reti            | Comp               | Pres               | Reti               | Comp        | Pres        | Reti        | Pres   | Reti   |
| --------------------- | --------------------- | --------------------- | ---------- | ---------- | --------------- | --------------- | --------------- | ------------------ | ------------------ | ------------------ | ----------- | ----------- | ----------- | ------ | ------ |
| 2004-2005             | Rangers               | SPL                   | 15         | 0          | SC+SLC          | 0+2             | 2               | -                  | -                  | -                  | -           | -           | -           | 17     | 2      |
| 2005-2006             | Rangers               | SPL                   | 28         | 1          | SC+SLC          | 2+2             | 1+0             | UCL                | 8                  | 1                  | -           | -           | -           | 40     | 3      |
| Totale Rangers        | Totale Rangers        | Totale Rangers        | 43         | 1          |                 | 6               | 3               |                    | 8                  | 1                  |             | -           | -           | 57     | 5      |
| 2006-2007             | E. Francoforte        | BL                    | 27         | 5          | CG              | 4               | 1               | CU                 | 6                  | 0                  | -           | -           | -           | 37     | 6      |
| 2007-2008             | E. Francoforte        | BL                    | 24         | 3          | CG              | 1               | 0               | -                  | -                  | -                  | -           | -           | -           | 25     | 3      |
| Totale E. Francoforte | Totale E. Francoforte | Totale E. Francoforte | 51         | 8          |                 | 5               | 1               |                    | 6                  | 0                  |             | -           | -           | 62     | 9      |
| 2008-2009             | AEK Atene             | SL                    | 19+1       | 0          | CG              | 5               | 0               | CU                 | 1                  | 0                  | -           | -           | -           | 26     | 0      |
| 2009-2010             | Liverpool             | PL                    | 14         | 1          | FACup+CdL       | 0+2             | 0               | UCL+UEL            | 1+4                | 0                  | -           | -           | -           | 21     | 1      |
| 2010-2011             | Liverpool             | PL                    | 16         | 2          | FACup+CdL       | 0+1             | 0               | UEL                | 11                 | 0                  | -           | -           | -           | 28     | 2      |
| Totale Liverpool      | Totale Liverpool      | Totale Liverpool      | 30         | 3          |                 | 3               | 0               |                    | 16                 | 0                  |             | -           | -           | 49     | 3      |
| 2011-gen. 2012        | Wolfsburg             | BL                    | 7          | 0          | CG              | -               | -               | -                  | -                  | -                  | -           | -           | -           | 7      | 0      |
| gen.-giu. 2012        | Sunderland            | PL                    | 3          | 0          | FACup+CdL       | 1+0             | 0               | -                  | -                  | -                  | -           | -           | -           | 4      | 0      |
| 2012-2013             | Wolfsburg             | BL                    | 2          | 0          | CG              | 0               | 0               | -                  | -                  | -                  | -           | -           | -           | 2      | 0      |
| Totale Wolfsburg      | Totale Wolfsburg      | Totale Wolfsburg      | 9          | 0          |                 | 0               | 0               |                    | -                  | -                  |             | -           | -           | 9      | 0      |
| Totale carriera       | Totale carriera       | Totale carriera       | 155+1      | 12         |                 | 20              | 4               |                    | 31                 | 1                  |             | -           | -           | 207    | 17     |

### Cronologia presenze e reti in nazionale
| Cronologia completa delle presenze e delle reti in nazionale ― Grecia | Cronologia completa delle presenze e delle reti in nazionale ― Grecia | Cronologia completa delle presenze e delle reti in nazionale ― Grecia | Cronologia completa delle presenze e delle reti in nazionale ― Grecia | Cronologia completa delle presenze e delle reti in nazionale ― Grecia | Cronologia completa delle presenze e delle reti in nazionale ― Grecia | Cronologia completa delle presenze e delle reti in nazionale ― Grecia | Cronologia completa delle presenze e delle reti in nazionale ― Grecia |
| Data                                                                  | Città                                                                 | In casa                                                               | Risultato                                                             | Ospiti                                                                | Competizione                                                          | Reti                                                                  | Note                                                                  |
| --------------------------------------------------------------------- | --------------------------------------------------------------------- | --------------------------------------------------------------------- | --------------------------------------------------------------------- | --------------------------------------------------------------------- | --------------------------------------------------------------------- | --------------------------------------------------------------------- | --------------------------------------------------------------------- |
| 13-2-2002                                                             | Salonicco                                                             | Grecia                                                                | 2 – 2                                                                 | Svezia                                                                | Amichevole                                                            | -                                                                     | 72’                                                                   |
| 27-3-2002                                                             | Patrasso                                                              | Grecia                                                                | 3 – 2                                                                 | Belgio                                                                | Amichevole                                                            | -                                                                     |                                                                       |
| 17-4-2002                                                             | Giannina                                                              | Grecia                                                                | 0 – 0                                                                 | Rep. Ceca                                                             | Amichevole                                                            | -                                                                     | 46’                                                                   |
| 21-8-2002                                                             | Costanza                                                              | Romania                                                               | 0 – 1                                                                 | Grecia                                                                | Amichevole                                                            | -                                                                     |                                                                       |
| 20-11-2002                                                            | Atene                                                                 | Grecia                                                                | 0 – 0                                                                 | Irlanda                                                               | Amichevole                                                            | -                                                                     |                                                                       |
| 29-1-2003                                                             | Larnaca                                                               | Cipro                                                                 | 1 – 2                                                                 | Grecia                                                                | Amichevole                                                            | -                                                                     | 46’                                                                   |
| 12-2-2003                                                             | Heraklion                                                             | Grecia                                                                | 1 – 0                                                                 | Norvegia                                                              | Amichevole                                                            | 1                                                                     | 58’                                                                   |
| 26-3-2003                                                             | Graz                                                                  | Austria                                                               | 2 – 2                                                                 | Grecia                                                                | Amichevole                                                            | -                                                                     | 46’                                                                   |
| 2-4-2003                                                              | Belfast                                                               | Irlanda del Nord                                                      | 0 – 2                                                                 | Grecia                                                                | Qual. Euro 2004                                                       | -                                                                     | 63’                                                                   |
| 9-2-2005                                                              | Salonicco                                                             | Grecia                                                                | 2 – 1                                                                 | Danimarca                                                             | Qual. Mondiali 2006                                                   | -                                                                     | 46’                                                                   |
| 30-3-2005                                                             | Il Pireo                                                              | Grecia                                                                | 2 – 0                                                                 | Albania                                                               | Qual. Mondiali 2006                                                   | -                                                                     | 72’                                                                   |
| 16-6-2005                                                             | Lipsia                                                                | Brasile                                                               | 3 – 0                                                                 | Grecia                                                                | Conf. Cup 2005 - 1º turno                                             | -                                                                     | 80’                                                                   |
| 19-6-2005                                                             | Francoforte sul Meno                                                  | Giappone                                                              | 1 – 0                                                                 | Grecia                                                                | Conf. Cup 2005 - 1º turno                                             | -                                                                     |                                                                       |
| 17-8-2005                                                             | Bruxelles                                                             | Belgio                                                                | 2 – 0                                                                 | Grecia                                                                | Amichevole                                                            | -                                                                     | 46’                                                                   |
| 8-10-2005                                                             | Copenaghen                                                            | Danimarca                                                             | 1 – 0                                                                 | Grecia                                                                | Qual. Mondiali 2006                                                   | -                                                                     | 74’                                                                   |
| 16-11-2005                                                            | Il Pireo                                                              | Grecia                                                                | 2 – 1                                                                 | Ungheria                                                              | Amichevole                                                            | -                                                                     |                                                                       |
| 28-2-2006                                                             | Limassol                                                              | Grecia                                                                | 1 – 0                                                                 | Bielorussia                                                           | Amichevole                                                            | -                                                                     | 69’                                                                   |
| 1-3-2006                                                              | Nicosia                                                               | Grecia                                                                | 2 – 0                                                                 | Kazakistan                                                            | Amichevole                                                            | -                                                                     |                                                                       |
| 25-5-2006                                                             | Melbourne                                                             | Australia                                                             | 1 – 0                                                                 | Grecia                                                                | Amichevole                                                            | -                                                                     | 46’                                                                   |
| 16-8-2006                                                             | Manchester                                                            | Inghilterra                                                           | 4 – 0                                                                 | Grecia                                                                | Amichevole                                                            | -                                                                     | 46’                                                                   |
| 2-9-2006                                                              | Chișinău                                                              | Moldavia                                                              | 0 – 1                                                                 | Grecia                                                                | Qual. Euro 2008                                                       | -                                                                     |                                                                       |
| 7-10-2006                                                             | Il Pireo                                                              | Grecia                                                                | 1 – 0                                                                 | Norvegia                                                              | Qual. Euro 2008                                                       | -                                                                     |                                                                       |
| 11-10-2006                                                            | Zenica                                                                | Bosnia ed Erzegovina                                                  | 0 – 4                                                                 | Grecia                                                                | Qual. Euro 2008                                                       | -                                                                     |                                                                       |
| 15-11-2006                                                            | Saint-Denis                                                           | Francia                                                               | 1 – 0                                                                 | Grecia                                                                | Amichevole                                                            | -                                                                     |                                                                       |
| 6-2-2007                                                              | Londra                                                                | Grecia                                                                | 0 – 1                                                                 | Corea del Sud                                                         | Amichevole                                                            | -                                                                     | 83’                                                                   |
| 24-3-2007                                                             | Il Pireo                                                              | Grecia                                                                | 1 – 4                                                                 | Turchia                                                               | Qual. Euro 2008                                                       | 1                                                                     |                                                                       |
| 28-3-2007                                                             | Ta' Qali                                                              | Malta                                                                 | 0 – 1                                                                 | Grecia                                                                | Qual. Euro 2008                                                       | -                                                                     |                                                                       |
| 2-6-2007                                                              | Candia                                                                | Grecia                                                                | 2 – 0                                                                 | Ungheria                                                              | Qual. Euro 2008                                                       | -                                                                     |                                                                       |
| 6-6-2007                                                              | Candia                                                                | Grecia                                                                | 2 – 1                                                                 | Moldavia                                                              | Qual. Euro 2008                                                       | -                                                                     |                                                                       |
| 12-9-2007                                                             | Oslo                                                                  | Norvegia                                                              | 2 – 2                                                                 | Grecia                                                                | Qual. Euro 2008                                                       | 2                                                                     |                                                                       |
| 13-10-2007                                                            | Atene                                                                 | Grecia                                                                | 3 – 2                                                                 | Bosnia ed Erzegovina                                                  | Qual. Euro 2008                                                       | -                                                                     |                                                                       |
| 17-10-2007                                                            | Istanbul                                                              | Turchia                                                               | 0 – 1                                                                 | Grecia                                                                | Qual. Euro 2008                                                       | -                                                                     |                                                                       |
| 17-11-2007                                                            | Atene                                                                 | Grecia                                                                | 5 – 0                                                                 | Malta                                                                 | Qual. Euro 2008                                                       | -                                                                     |                                                                       |
| 21-11-2007                                                            | Budapest                                                              | Ungheria                                                              | 1 – 2                                                                 | Grecia                                                                | Qual. Euro 2008                                                       | -                                                                     | 61’                                                                   |
| 6-2-2008                                                              | Nicosia                                                               | Finlandia                                                             | 1 – 2                                                                 | Grecia                                                                | Amichevole                                                            | -                                                                     | 71’                                                                   |
| 26-3-2008                                                             | Düsseldorf                                                            | Portogallo                                                            | 1 – 2                                                                 | Grecia                                                                | Amichevole                                                            | -                                                                     |                                                                       |
| 24-5-2008                                                             | Budapest                                                              | Ungheria                                                              | 3 – 2                                                                 | Grecia                                                                | Amichevole                                                            | -                                                                     |                                                                       |
| 1-6-2008                                                              | Offenbach am Main                                                     | Grecia                                                                | 0 – 0                                                                 | Armenia                                                               | Amichevole                                                            | -                                                                     | 90’                                                                   |
| 10-6-2008                                                             | Salisburgo                                                            | Grecia                                                                | 0 – 2                                                                 | Svezia                                                                | Euro 2008 - 1º turno                                                  | -                                                                     |                                                                       |
| 14-6-2008                                                             | Salisburgo                                                            | Grecia                                                                | 0 – 1                                                                 | Russia                                                                | Euro 2008 - 1º turno                                                  | -                                                                     |                                                                       |
| 18-6-2008                                                             | Salisburgo                                                            | Grecia                                                                | 1 – 2                                                                 | Spagna                                                                | Euro 2008 - 1º turno                                                  | -                                                                     | 62’                                                                   |
| 20-8-2008                                                             | Bratislava                                                            | Slovacchia                                                            | 0 – 2                                                                 | Grecia                                                                | Amichevole                                                            | -                                                                     | 46’                                                                   |
| 6-9-2008                                                              | Lussemburgo                                                           | Lussemburgo                                                           | 0 – 3                                                                 | Grecia                                                                | Qual. Mondiali 2010                                                   | -                                                                     |                                                                       |
| 10-9-2008                                                             | Riga                                                                  | Lettonia                                                              | 0 – 2                                                                 | Grecia                                                                | Qual. Mondiali 2010                                                   | -                                                                     |                                                                       |
| 11-10-2008                                                            | Atene                                                                 | Grecia                                                                | 3 – 0                                                                 | Moldavia                                                              | Qual. Mondiali 2010                                                   | -                                                                     |                                                                       |
| 15-10-2008                                                            | Atene                                                                 | Grecia                                                                | 1 – 2                                                                 | Svizzera                                                              | Qual. Mondiali 2010                                                   | -                                                                     | 28’                                                                   |
| 11-2-2009                                                             | Atene                                                                 | Grecia                                                                | 1 – 1                                                                 | Danimarca                                                             | Amichevole                                                            | -                                                                     | 46’                                                                   |
| 28-3-2009                                                             | Ramat Gan                                                             | Israele                                                               | 1 – 1                                                                 | Grecia                                                                | Qual. Mondiali 2010                                                   | -                                                                     |                                                                       |
| 1-4-2009                                                              | Candia                                                                | Grecia                                                                | 2 – 1                                                                 | Israele                                                               | Qual. Mondiali 2010                                                   | -                                                                     |                                                                       |
| 12-8-2009                                                             | Bydgoszcz                                                             | Polonia                                                               | 2 – 0                                                                 | Grecia                                                                | Amichevole                                                            | -                                                                     | 46’                                                                   |
| 5-9-2009                                                              | Basilea                                                               | Svizzera                                                              | 2 – 0                                                                 | Grecia                                                                | Qual. Mondiali 2010                                                   | -                                                                     | 65’                                                                   |
| 9-9-2009                                                              | Chișinău                                                              | Moldavia                                                              | 1 – 1                                                                 | Grecia                                                                | Qual. Mondiali 2010                                                   | -                                                                     | 45’                                                                   |
| 14-10-2009                                                            | Atene                                                                 | Grecia                                                                | 2 – 1                                                                 | Lussemburgo                                                           | Qual. Mondiali 2010                                                   | -                                                                     | 43’                                                                   |
| 14-11-2009                                                            | Atene                                                                 | Grecia                                                                | 0 – 0                                                                 | Ucraina                                                               | Qual. Mondiali 2010                                                   | -                                                                     |                                                                       |
| 18-11-2009                                                            | Donec'k                                                               | Ucraina                                                               | 0 – 1                                                                 | Grecia                                                                | Qual. Mondiali 2010                                                   | -                                                                     | 78’                                                                   |
| 3-3-2010                                                              | Volo                                                                  | Grecia                                                                | 0 – 2                                                                 | Senegal                                                               | Amichevole                                                            | -                                                                     |                                                                       |
| 25-5-2010                                                             | Altach                                                                | Corea del Nord                                                        | 2 – 2                                                                 | Grecia                                                                | Amichevole                                                            | -                                                                     | 46’                                                                   |
| 2-6-2010                                                              | Winterthur                                                            | Paraguay                                                              | 2 – 0                                                                 | Grecia                                                                | Amichevole                                                            | -                                                                     | 46’                                                                   |
| 17-6-2010                                                             | Bloemfontein                                                          | Grecia                                                                | 2 – 1                                                                 | Nigeria                                                               | Mondiali 2010 - 1º turno                                              | -                                                                     |                                                                       |
| 22-6-2010                                                             | Polokwane                                                             | Grecia                                                                | 0 – 2                                                                 | Argentina                                                             | Mondiali 2010 - 1º turno                                              | -                                                                     |                                                                       |
| 11-8-2010                                                             | Belgrado                                                              | Serbia                                                                | 0 – 1                                                                 | Grecia                                                                | Amichevole                                                            | -                                                                     | 46’                                                                   |
| Totale                                                                |                                                                       | Presenze                                                              | 61                                                                    |                                                                       | Reti                                                                  | 4                                                                     |                                                                       |

## Palmarès

### Club
- Campionato greco: 1

Panathinaikos: 2003-2004
- Coppa di Grecia: 1

Panathinaikos: 2003-2004
- Campionato scozzese: 1

Rangers: 2004-2005
- Coppa di Lega scozzese: 1

Rangers: 2004-2005